# Сярка (Тарнобжег)
Спортивний клуб «Сярка» Тарнобжег (пол. Klub Sportowy Siarka Tarnobrzeg) — польський футбольний клуб з міста Тарнобжег, заснований у 1957 році. Виступає в Другій лізі. Домашні матчі приймає на Міському стадіоні, місткістю 4 000 глядачів.